# Чемпіонат НДР з хокею 1958—1959
Чемпіонат НДР з хокею 1959 — чемпіонат НДР, чемпіоном став клуб «Динамо» (Вайсвассер).

## Оберліга
| М  | Команда                   | І  | Пер | Н | Пор | Ш      | О  |
| -- | ------------------------- | -- | --- | - | --- | ------ | -- |
| 1. | «Динамо» (Вайсвассер)     | 12 | 11  | 0 | 1   | 107:13 | 22 |
| 2. | СК «Динамо» (Берлін)      | 12 | 10  | 1 | 1   | 77:28  | 21 |
| 3. | Вісмут (Карл-Маркс-Штадт) | 12 | 8   | 1 | 3   | 77:32  | 17 |
| 4. | АСК Форвертс (Берлін)     | 12 | 6   | 0 | 6   | 38:58  | 12 |
| 5. | ТСК Обершоневайде         | 12 | 2   | 1 | 9   | 27:74  | 5  |
| 6. | СГ «Динамо» (Росток)      | 12 | 2   | 0 | 10  | 30:71  | 4  |
| 7. | БСГ Айнхайт (Берлін)      | 12 | 1   | 1 | 10  | 23:103 | 3  |
| 8. | БСГ Айнхайт Шенхайде1     | 9  | 0   | 0 | 9   | 18:173 | 0  |

Скорочення: М = підсумкове місце, І = ігри, Пер = перемоги, Н = нічиї, Пор = поразки, Ш = закинуті та пропущені шайби, О = набрані очки
1 БСГ Айнхайт Шенхайде після 9 турів відмовився від подальшої участі у чемпіонаті.

## 1. Ліга (фінальний турнір)
| М  | Команда                     | І | Пер | Н | Пор | Ш     | О |
| -- | --------------------------- | - | --- | - | --- | ----- | - |
| 1. | АСК Форвертс Ерфурт         | 3 | 1   | 2 | 0   | 15:13 | 4 |
| 2. | СК Емпор Росток             | 3 | 1   | 1 | 1   | 12:12 | 3 |
| 3. | БСГ Турбіне Кріммічау       | 3 | 1   | 1 | 1   | 10:11 | 3 |
| 4. | СК Мотор (Карл-Маркс-Штадт) | 3 | 1   | 0 | 2   | 13:14 | 2 |

Скорочення: М = підсумкове місце, І = ігри, Пер = перемоги, Н = нічиї, Пор = поразки, Ш = закинуті та пропущені шайби, О = набрані очки